# 염화 리튬
염화 리튬(LiCl)은 염소와 리튬이 섞인 무기 화합물이며, 다른 알칼리 금속과 염소의 화합물인 소금과 성질이 비슷하다.
흡습용해성의 결정체의 고체이며 무색 또는 흰색을 띤다. 조해성이 있어 공기 중에서 수분을 흡수하여 녹는다. 이를 이용하여 염화리튬습도계가 제작되어 시판되고 있다. 에탄올, 메탄올, 아세톤, 에테르, 피리딘, 나이트로벤젠, 아밀알코올에 용해되고, 암모늄하이드록사이드에 약간 용해된다. 에테르에는 약하게 용해된다. 1, 3, 5 수화물도 있다.